# Chauvirey-le-Châtel
Chauvirey-le-Châtel és un municipi francès situat al departament de l'Alt Saona i a la regió de Borgonya - Franc Comtat. L'any 2007 tenia 124 habitants.

## Demografia

### Població
El 2007 la població de fet de Chauvirey-le-Châtel era de 124 persones. Hi havia 64 famílies, de les quals 20 eren unipersonals (12 homes vivint sols i 8 dones vivint soles), 24 parelles sense fills, 16 parelles amb fills i 4 famílies monoparentals amb fills.
La població ha evolucionat segons el següent gràfic:
Habitants censats

### Habitatges
El 2007 hi havia 84 habitatges, 60 eren l'habitatge principal de la família, 13 eren segones residències i 11 estaven desocupats. Tots els 84 habitatges eren cases. Dels 60 habitatges principals, 48 estaven ocupats pels seus propietaris, 7 estaven llogats i ocupats pels llogaters i 5 estaven cedits a títol gratuït; 1 tenia una cambra, 1 en tenia dues, 8 en tenien tres, 14 en tenien quatre i 36 en tenien cinc o més. 57 habitatges disposaven pel capbaix d'una plaça de pàrquing. A 37 habitatges hi havia un automòbil i a 17 n'hi havia dos o més.

### Piràmide de població
La piràmide de població per edats i sexe el 2009 era:
| Homes | Edats   | Dones |
| ----- | ------- | ----- |
| 0     | 95 o +  | 0     |
| 0     | 90 a 94 | 8     |
| 0     | 85 a 89 | 0     |
| 0     | 80 a 84 | 0     |
| 4     | 75 a 79 | 4     |
| 4     | 70 a 74 | 12    |
| 4     | 65 a 69 | 8     |
| 12    | 60 a 64 | 0     |
| 4     | 55 a 59 | 4     |
| 12    | 50 a 54 | 8     |
| 4     | 45 a 49 | 12    |
| 8     | 40 a 44 | 0     |
| 4     | 35 a 39 | 0     |
| 0     | 30 a 34 | 4     |
| 4     | 25 a 29 | 4     |
| 12    | 20 a 24 | 4     |
| 0     | 15 a 19 | 0     |
| 4     | 10 a 14 | 0     |
| 8     | 5 a 9   | 8     |
| 0     | 0 a 4   | 4     |

## Economia
El 2007 la població en edat de treballar era de 75 persones, 57 eren actives i 18 eren inactives. De les 57 persones actives 51 estaven ocupades (29 homes i 22 dones) i 6 estaven aturades (2 homes i 4 dones). De les 18 persones inactives 9 estaven jubilades, 3 estaven estudiant i 6 estaven classificades com a «altres inactius».

### Ingressos
El 2009 a Chauvirey-le-Châtel hi havia 56 unitats fiscals que integraven 123 persones, la mediana anual d'ingressos fiscals per persona era de 14.329 €.

### Activitats econòmiques
Dels 7 establiments que hi havia el 2007, 2 eren d'empreses de fabricació d'altres productes industrials, 3 d'empreses de construcció i 2 d'empreses de comerç i reparació d'automòbils.
Dels 3 establiments de servei als particulars que hi havia el 2009, 1 era un guixaire pintor, 1 fusteria i 1 lampisteria.
L'any 2000 a Chauvirey-le-Châtel hi havia 9 explotacions agrícoles.

## Poblacions més properes
El següent diagrama mostra les poblacions més properes.